# Me, Myself & I
A "Me, Myself & I" G-Eazy és Bebe Rexha közös dala. 2015 október 14-én jelent meg. A dalt Bebe Rexha, G-Eazy, Lauren Christy, TMS és Michael Keenan írta. Eddig ez lett a legjobban teljesítő kislemez a két énekes számára, a Billboard Hot 100-on a 7. helyig jutott.

## Háttér
Az eredeti "Me, Myself & I"-t Bebe Rexha, Lauren Christy és TMS írta 2015 elején, ekkor még a dal címe "I Don't Need Anything" volt. A számot Bebe debütáló albumára szánták, de a kiadója nem volt meggyőződve a dallal kapcsolatban. Bebe kontaktba akart kerülni G-Eazy-vel, hogy együtt elkészítsék a dalt. Három nappal később találkoztak, majd G-Eazy-nek megtetszett a dal és kérte, hogy az ő albumán legyen rajta.

## Videóklip
A klippremier 2015 október 29-én volt G-Eazy VEVO csatornáján. Eddig több mint 260 milliószor nézték meg a klipet. A videóklip rendezője Taj Stan's Berry volt. A videóban G-Eazy születésnapját tartják egy házibuliban, Bebe is jelen van a klipben, ő végig énekel.

## Slágerlistás teljesítmény
A dal a 89. helyen debütált a Billboard Hot 100-on, majd a 7. helyig jutott, mindkét énekes első Top 10-es dala. 2016 áprilisáig a kislemez már 1,109,174 példányban kelt el.

## Élő előadások
G-Eazy és Bebe felléptek a Jimmy Kimmel Live-ban 2015 december 3-án, ezt követően a Tonight Show with Jimmy Fallon-ban 2016 január 25-én, majd iHeartRadio Music Awards 2016 április 3-án. 2016-os augusztus 28-án Britney Spears előadta a Make Me... és "Me, Myself & I" egyvelegét az MTV Video Music Awards-on. A remixet előadták az iHeartRadio Music Festival-on, valamint G-Eazy csatlakozott Britneyhez a Britney: Piece of Me színpadán is.
A dalt felhasználták az NBA 2K17 játékhoz is.

## Feldolgozások
A dalt Britney Spears feldolgozta a "Make Me..."című dalával egyvelegként. A remixet többször is előadta Britney G-Eazy-vel.

## A dal utóélete
2017 márciusában Bebe új kislemezt adott ki "F.F.F. (Fuck Fake Friends)" címmel, a dalon közreműködik G-Eazy. A "Fuck Fake Friends" kifejezés a "Me, Myself & I" dalszövegéből van idézve.

## Slágerlistás helyezések
| Chart (2015–16)                       | Peak position |
| ------------------------------------- | ------------- |
| Ausztrália (ARIA)                     | 19            |
| Ausztria (Ö3 Austria Top 40)          | 6             |
| Belgium (Ultratop 50 Flanders)        | 12            |
| Belgium (Ultratop 50 Wallonia)        | 18            |
| Kanada (Canadian Hot 100)             | 9             |
| Csehország (Rádio Top 100)            | 4             |
| Csehország (Singles Digitál Top 100)  | 2             |
| Dánia (Tracklisten Top 40)            | 7             |
| Finnország (Singlet Top 20)           | 5             |
| Franciaország (Single Top 100)        | 9             |
| France Streaming Singles (SNEP)       | 4             |
| Germany (Official German Charts)      | 7             |
| Germany (Airplay Chart)               | 13            |
| Magyarország (Rádiós Top 40)          | 31            |
| Magyarország (Single Top 40)          | 10            |
| Írország (IRMA)                       | 15            |
| Italy (FIMI)                          | 22            |
| Latvia (Latvijas Top 40)              | 33            |
| Hollandia (Single Top 100)            | 11            |
| Hollandia (Top 40)                    | 7             |
| New Zealand (Recorded Music NZ)       | 9             |
| Norvégia (VG-lista)                   | 2             |
| Lengyelország (Polish Airplay Top 20) | 46            |
| Skócia (Scottish Singles Top 40)      | 17            |
| Szlovákia (Singles Digitál Top 100)   | 2             |
| Spain (PROMUSICAE)                    | 25            |
| Sweden (Sverigetopplistan)            | 4             |
| Svájc (Schweizer Hitparade)           | 11            |
| Egyesült Királyság (UK Singles Chart) | 13            |
| Egyesült Királyság (UK R&B Chart)     | 3             |
| US Billboard Hot 100                  | 7             |
| US Hot R&B/Hip-Hop Songs (Billboard)  | 2             |
| US Hot Rap Songs (Billboard)          | 1             |
| US Mainstream Top 40 (Billboard)      | 1             |
| US Rhythmic (Billboard)               | 1             |

| Chart (2016)                         | Position |
| ------------------------------------ | -------- |
| Australia (ARIA)                     | 72       |
| Austria (Ö3 Austria Top 40)          | 31       |
| Belgium (Ultratop Flanders)          | 45       |
| Belgium (Ultratop Wallonia)          | 49       |
| Canada (Canadian Hot 100)            | 21       |
| Denmark (Tracklisten)                | 44       |
| Germany (Official German Charts)     | 19       |
| Italy (FIMI)                         | 48       |
| Netherlands (Single Top 100)         | 36       |
| New Zealand (Recorded Music NZ)      | 32       |
| Sweden (Sverigetopplistan)           | 22       |
| Switzerland (Schweizer Hitparade)    | 24       |
| UK Singles (Official Charts Company) | 44       |
| US Billboard Hot 100                 | 19       |
| US Mainstream Top 40 (Billboard)     | 17       |